# Lomboto Bofonda
Lomboto Bofonda (Léopoldville, 23 maggio 1959) è un'ex cestista della Repubblica Democratica del Congo.

## Carriera
Con lo Zaire ha disputato due edizioni dei Campionati mondiali (1983, 1990).